# Tira öar
Tira öar är ett naturreservat i Södra Unnaryds socken i Hylte kommun i Småland (Hallands län).
Naturreservatet Tira öar är en ögrupp med 16 större och mindre öar i sjön Bolmens västra del. Området är 735 hektar stort varav 34 hektar land. Det är skyddat sedan 1986. Där finns bl.a. Storö, Mossö, Korpö, Björkö och norra delen av Högaholm. På flera ställen finns sandstränder som lockar till bad och båtliv.

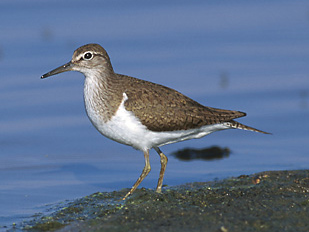
Drillsnäppa

Öarna är till största delen bevuxna med gammal naturskog, på flera av öarna av urskogskaraktär. Reservatet har ett intressant fågelliv. Exempel på arter är fiskgjuse, bivråk, duvhök, sparvhök och lärkfalk. Här finns även vadaren drillsnäppa samt sjöfågel som storlom, storskrake och kricka.